# Alfonso Pío của Tây Ban Nha
Alfonso Pío của Tây Ban Nha, Thân vương xứ Asturias (10 tháng 5 năm 1907 – 6 tháng 9 năm 1938) là con trai cả của vua Alfonso XIII Tây Ban Nha và Vương hậu Victoria Eugenie đồng thời là Thái tử và là người thừa kế ấn định cho ngai vàng Tây Ban Nha từ khi sinh ra cho đến khi chế độ quân chủ bị bãi bỏ vào năm 1931. Ông từ bỏ quyền kế vị vốn được ưu tiên cho người con cả để kết hôn với một người phụ nữ thường dân sống ở Cuba tên Edelmira Sampedro.
Năm 1938, Alfonso qua đời do tai nạn ô tô ở Miami, Hoa kỳ vốn mắc bệnh máu khó đông, ông qua đời vào ngày 6 tháng 9 năm 1938 được chôn cất tại El Escorial và hài cốt được chuyển đến Đền Pantheon

## Thời thơ ấu
| Vương hậu Victoria, Alfonso và vua Alfonso XIII | Alfonso khi còn là một cậu bé |

Alfonso chào đời ngày 10 tháng 5 năm 1907 tại Cung điện Hoàng gia Madrid và được đặt tên là Alfonso Pío Cristino Eduardo Francisco Guillermo Carlos Enrique Eugenio Fernando Antonio Venancio. Cha ông là Quốc vương Alfonso XIII của Tây Ban Nha và mẹ là Vương hậu Victoria Eugenie của Battenberg. Là con trai cả của Quốc vương Tây Ban Nha ông được ban tước vị Hầu tước Figueroa và Thân vương xứ Asturias như thông lệ dành cho người thừa kế Tây Ban Nha. Sau 8 ngày chào đời, ông được rửa tội tại nhà nguyện hoàng gia của Cung điện Hoàng gia Madrid bởi Tổng giám mục Toledo và được cha ban tặng Huân chương Lông cừu vàng Tây Ban Nha, Huân chương Charles III và Huân chương Order of Isabella the Catholic. Ông cùng với Aleksey Nikolayevich của Nga là hai người kế vị bị mắc bệnh máu khó đông do mẹ của hai người họ đều thuộc dòng dõi con cháu với Nữ vương Victoria của Anh.

## Từ bỏ ngai vàng

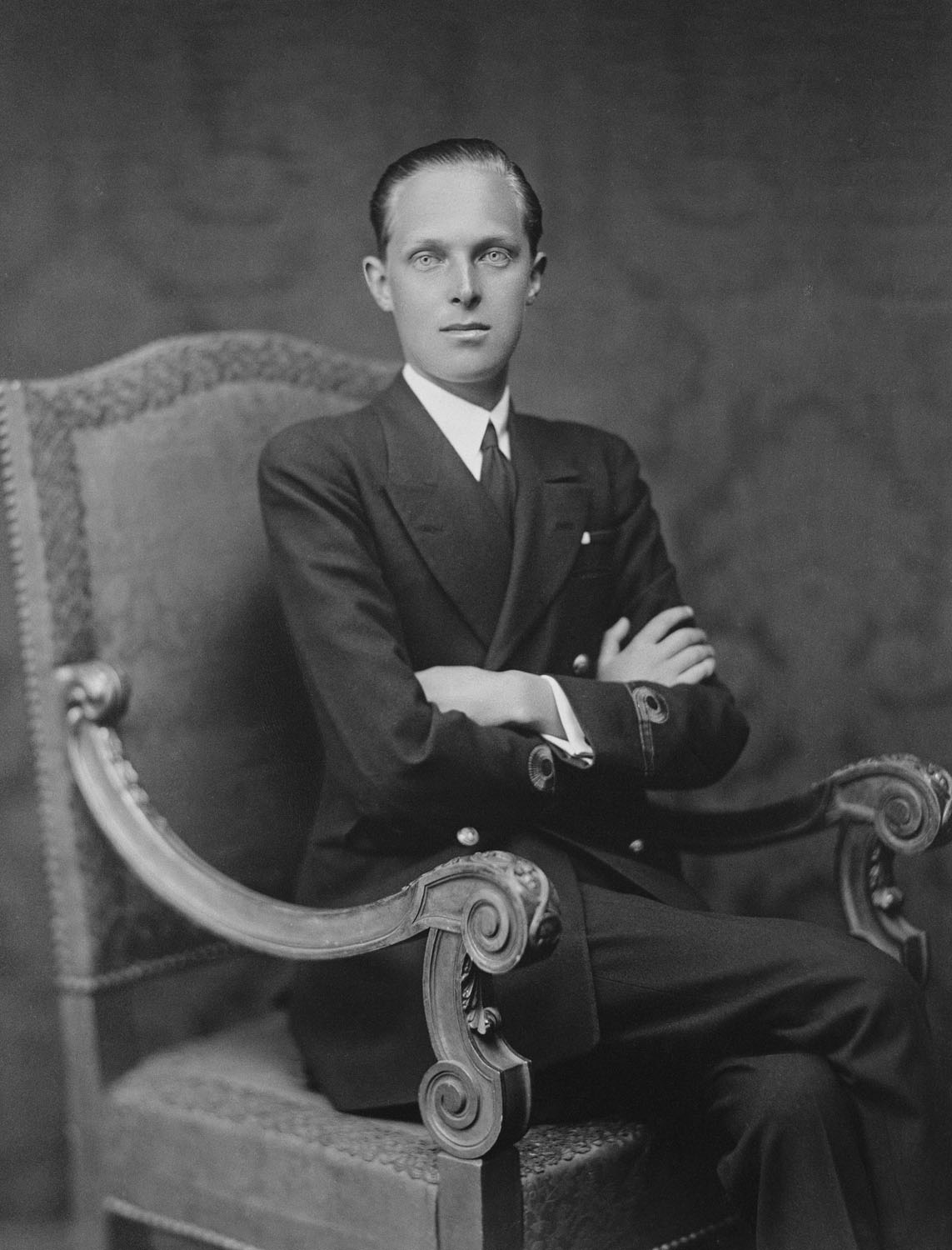
Chân dung Alfonso trong trang phục hải quân Tây Ban Nha, 1927

Sau khi cha ông bị phế truất vào năm 1931, ông tỏ ý muốn kết hôn với Edelmira Sampedro y Robato bà là một thường dân người Cuba, cuộc hôn nhân đã gây tranh cãi vào thời điểm đó. Nhưng cuối cùng chính ông cũng đã từ bỏ quyền kế vị ngai vàng nếu không thể kết hôn với Edelmira, một trường hợp giống như vậy lập lại tại Anh vào năm 1936 khi vua Edward VIII tuyên bố thoái vị để kết hôn với Wallis Simpson trước đây từng có hai đời chồng.
Do từ bỏ quyền kế vị và không còn là Thái tử của Tây Ban Nha, ông được gọi là Bá tước Covadonga. Hôn lễ của ông diễn ra vào ngày 21 tháng 6 năm 1933 nhưng cuộc hôn nhân không kéo dài được bao lâu thì họ ly hôn vào ngày 8 tháng 5 năm 1937 và không có con. Vào ngày 3 tháng 7 năm 1937, Alfonso đã kết hôn với một thường dân khác tên Marta Esther Rocafort-Altuzarra ở Havana và họ ly hôn vào ngày 8 tháng 1 năm 1938, cuộc hôn nhân không có con.
Năm 1938, khi đang sống tại Hoa Kỳ, ông đã công khai tuyên bố sẵn sàng trở thành Quốc vương của Tây Ban Nha nếu như cha ông muốn, đáp lại lời tuyên bố của con trai, cha ông cựu Quốc vương Alfonso XIII đã từ chối.

## Qua đời
Năm 1938, ở Miami, trên chiếc xe ô tô do chính Alfonso điều khiển đã va chạm với bốt điện thoại khiến cho chiếc xe lao ra khỏi đường và gây làm ông bị thương. Vốn mắc bệnh máu khó đông, cú va chạm đã khiến vết thương của ông trong tình trạng không thể cầm máu. Alfonso qua đời tại bệnh viện Gerland, Miami vào ngày 6 tháng 9 cùng năm và được chôn cất tại El Escorial. Đến ngày 25 tháng 4 năm 1985  vua Juan Carlos I tức cháu trai họ ông đã đưa hài cốt của ông đến Panteón de Infantes gần nơi chứa đựng hài cốt của các vị vua Tây Ban Nha.

## Danh hiệu
- 10 tháng 5 năm 1907 – 21 tháng 6 năm 1933: Su Alteza Real el Príncipe de Asturias (Thân vương xứ Asturias Điện hạ)
- 21 tháng 6 năm 1933 – 6 tháng 9 năm 1938: Su Alteza Real don Alfonso Borbón y Battenberg, conde de Covadonga (Đức ngài Alfonso Borbón y Battenberg, Bá tước xứ Covadonga Điện hạ)

## Xem thêm

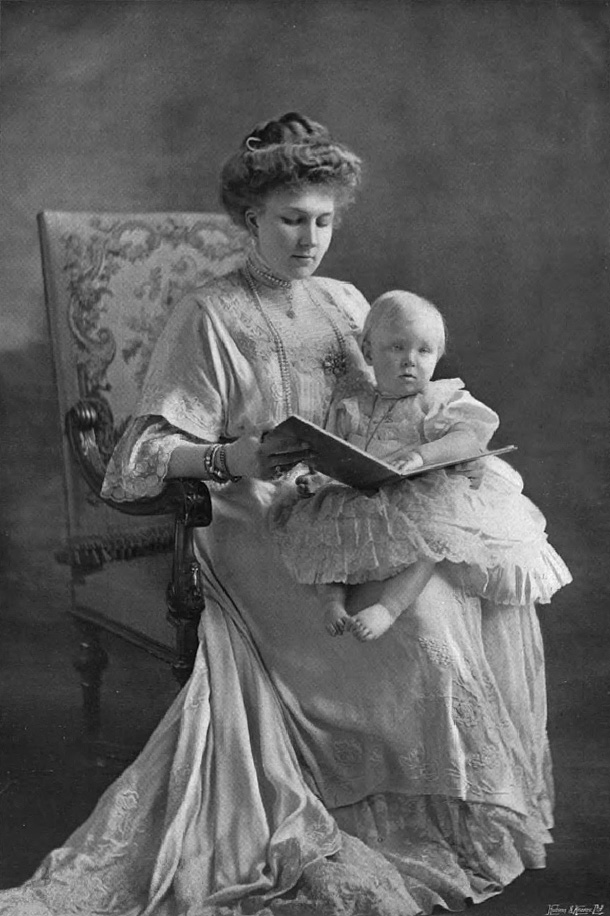
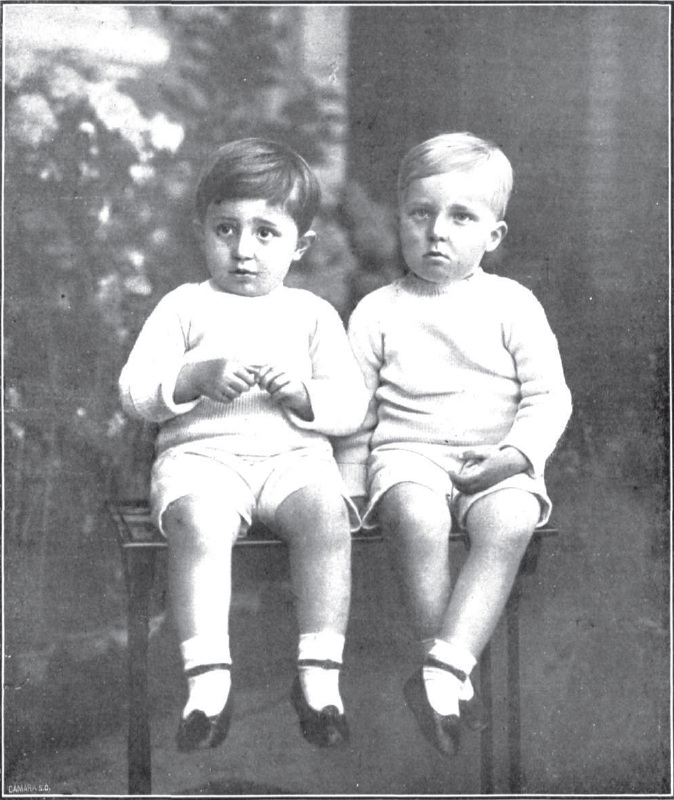
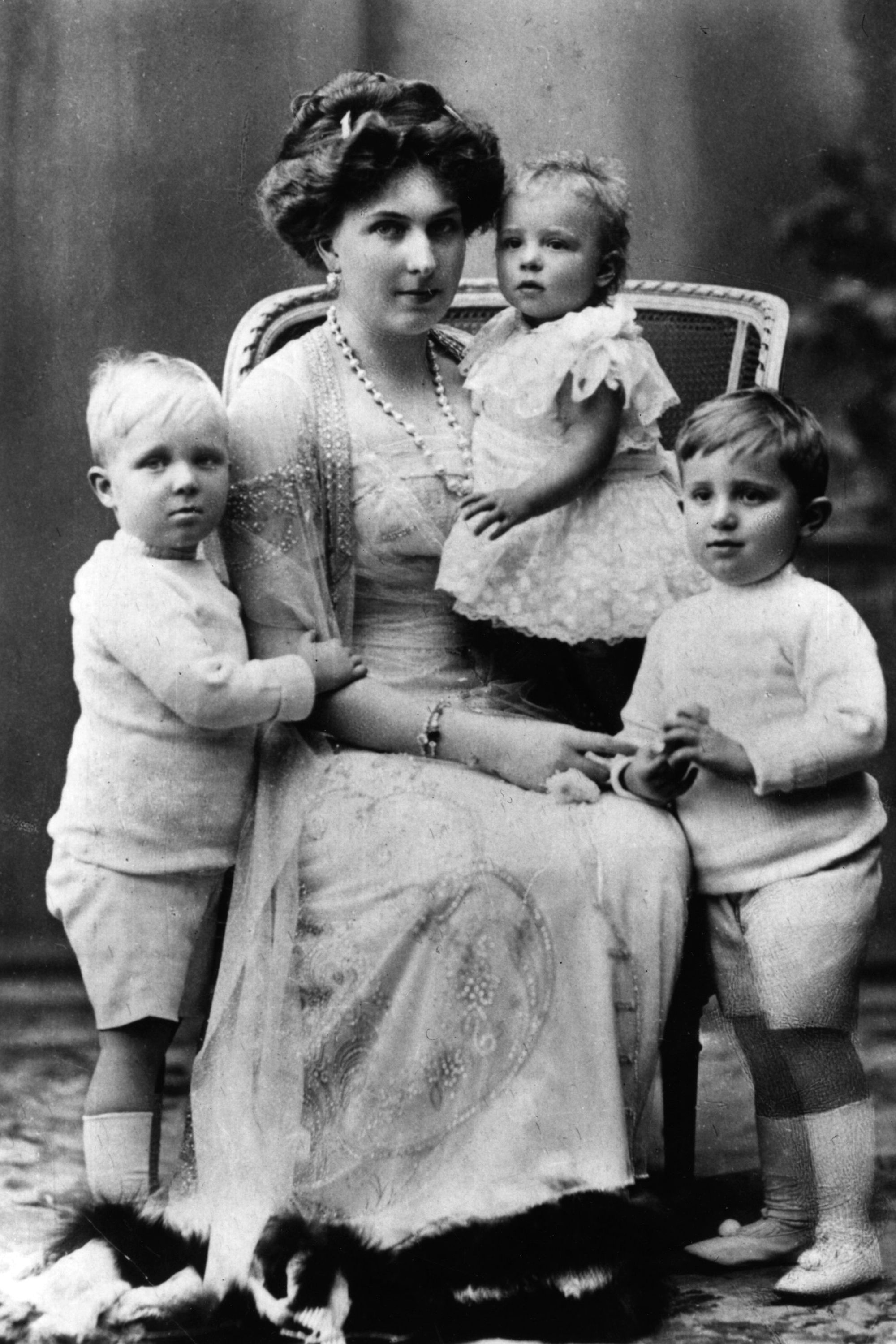
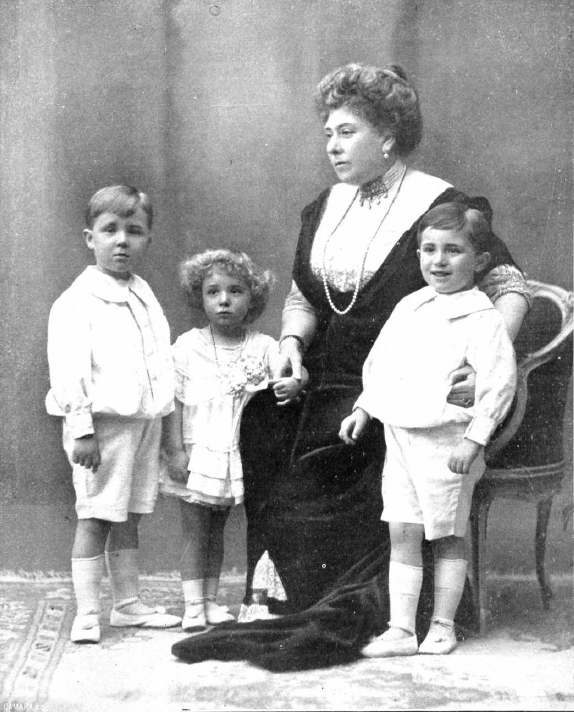
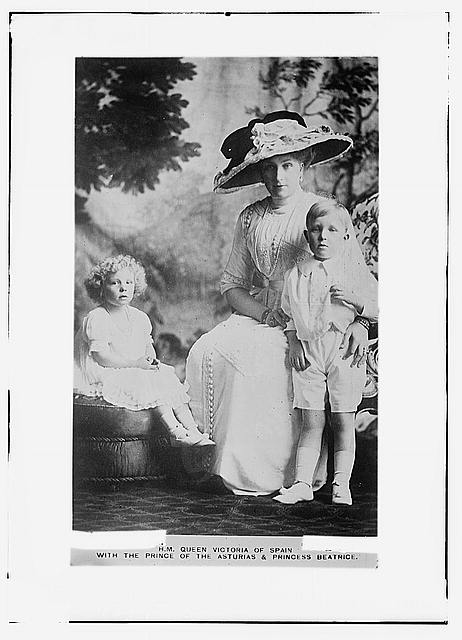
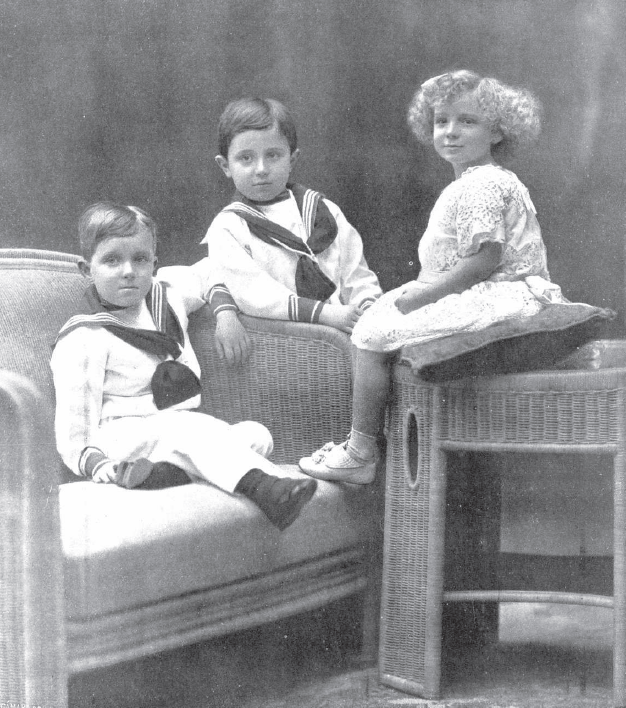
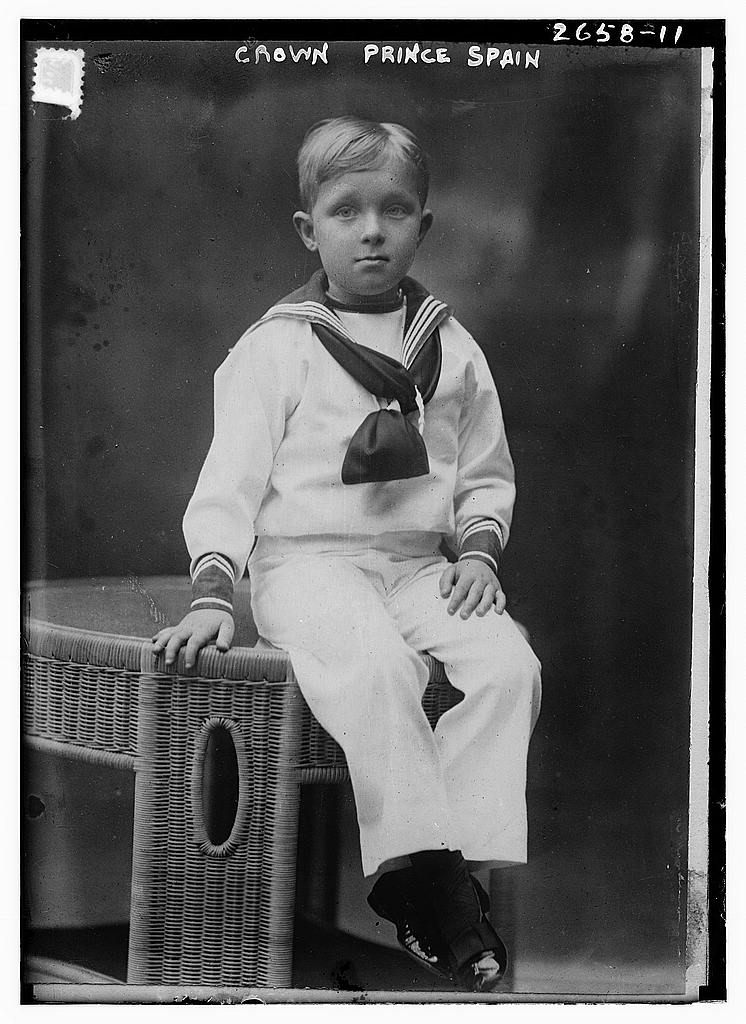
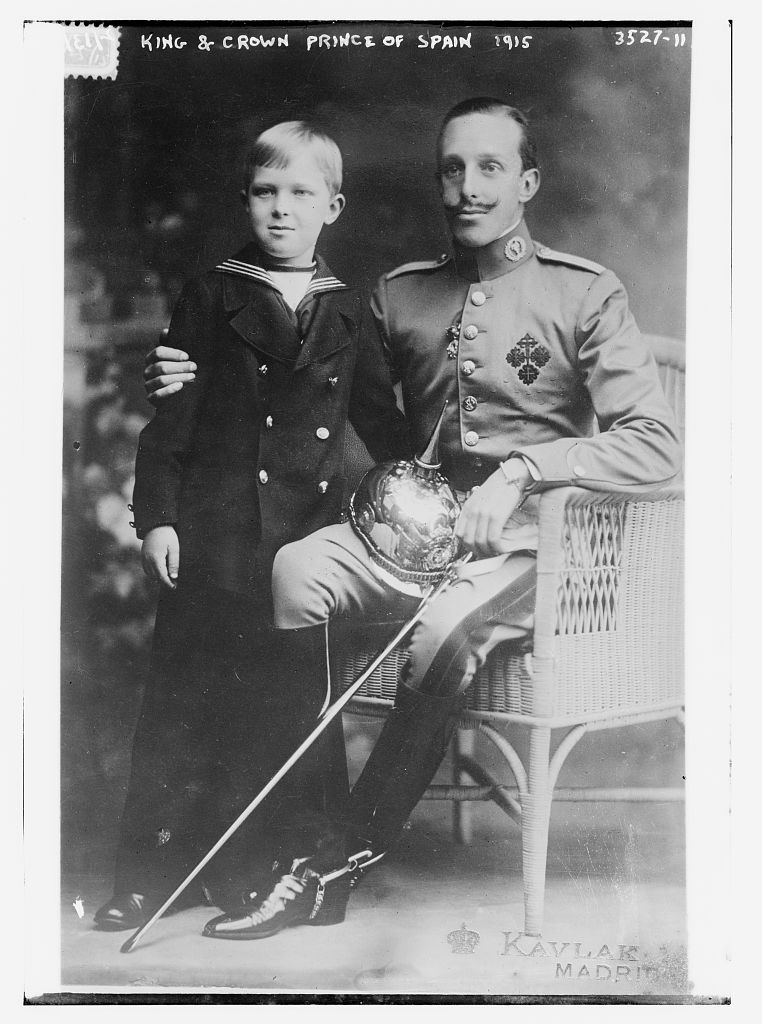
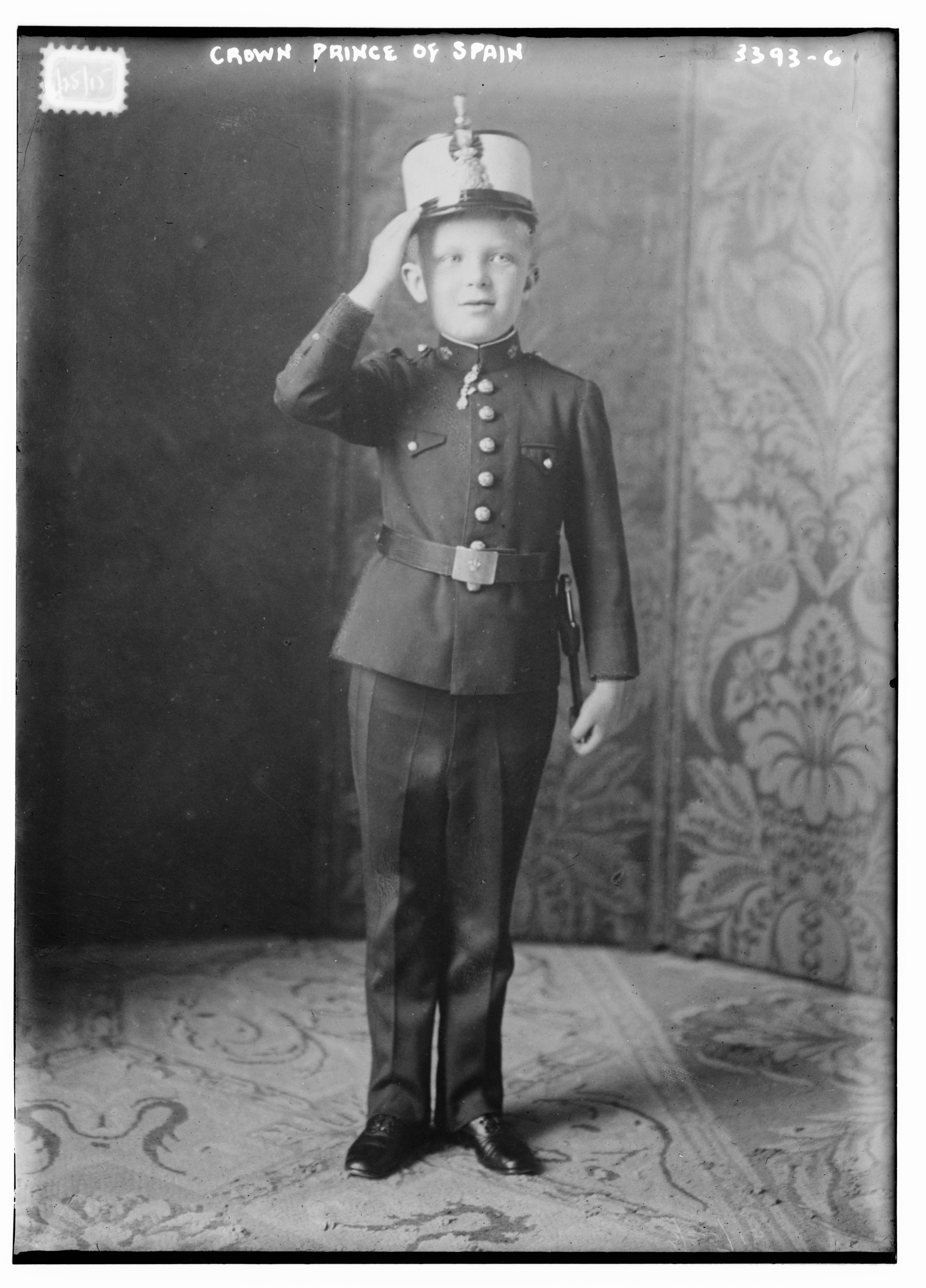
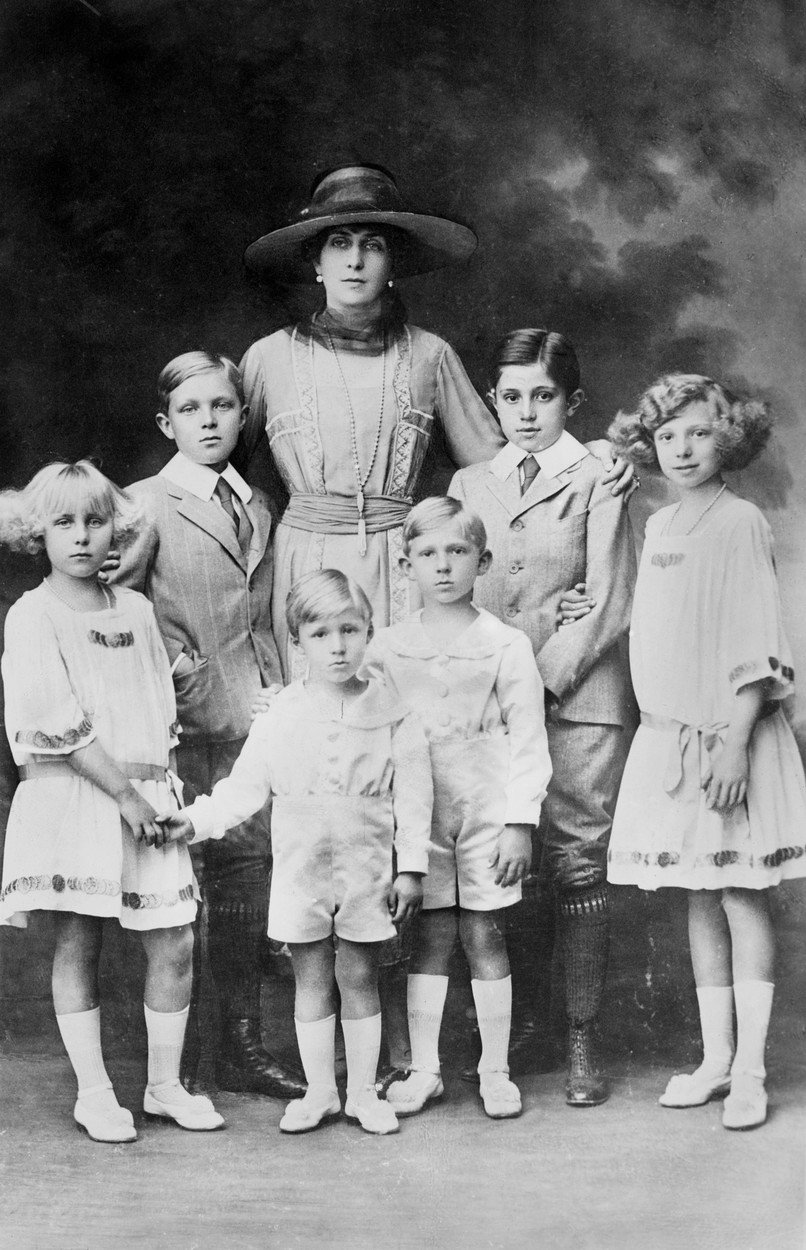
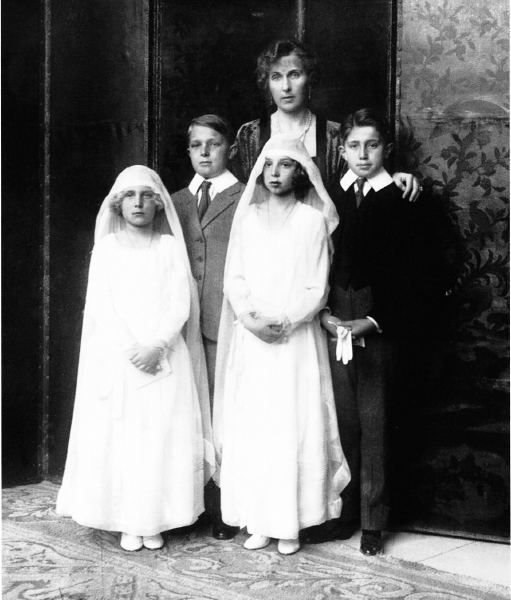
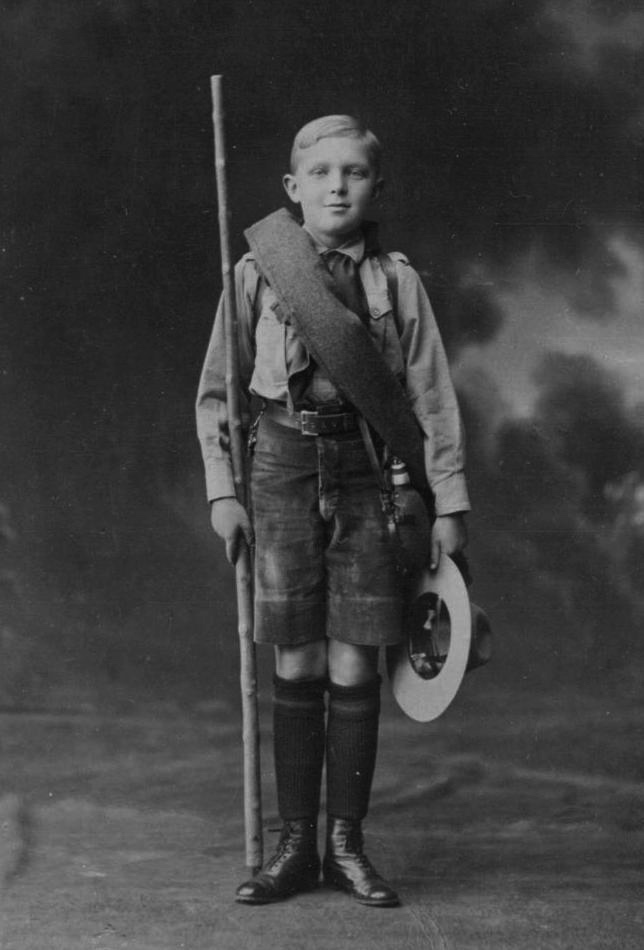
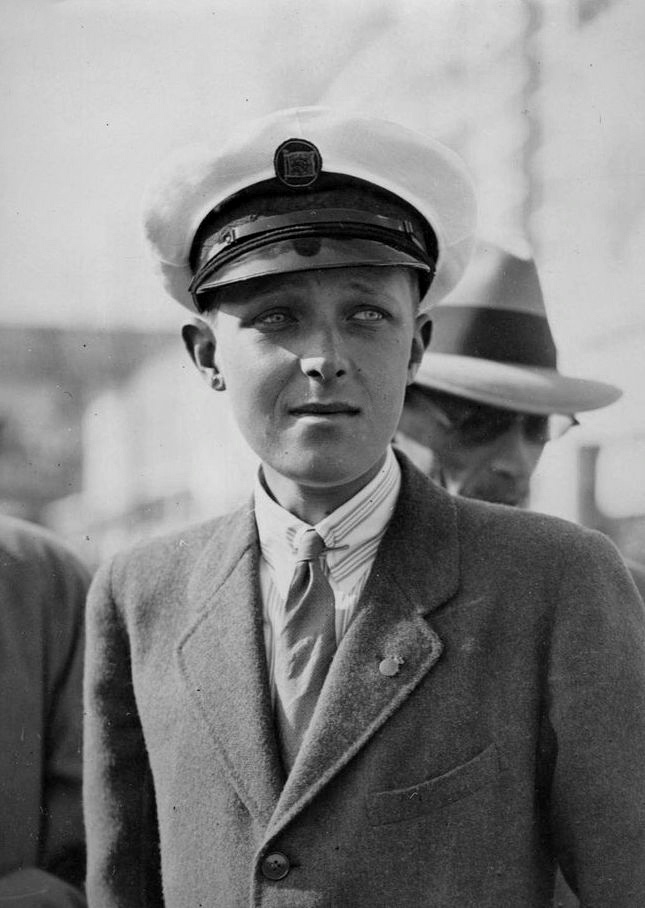
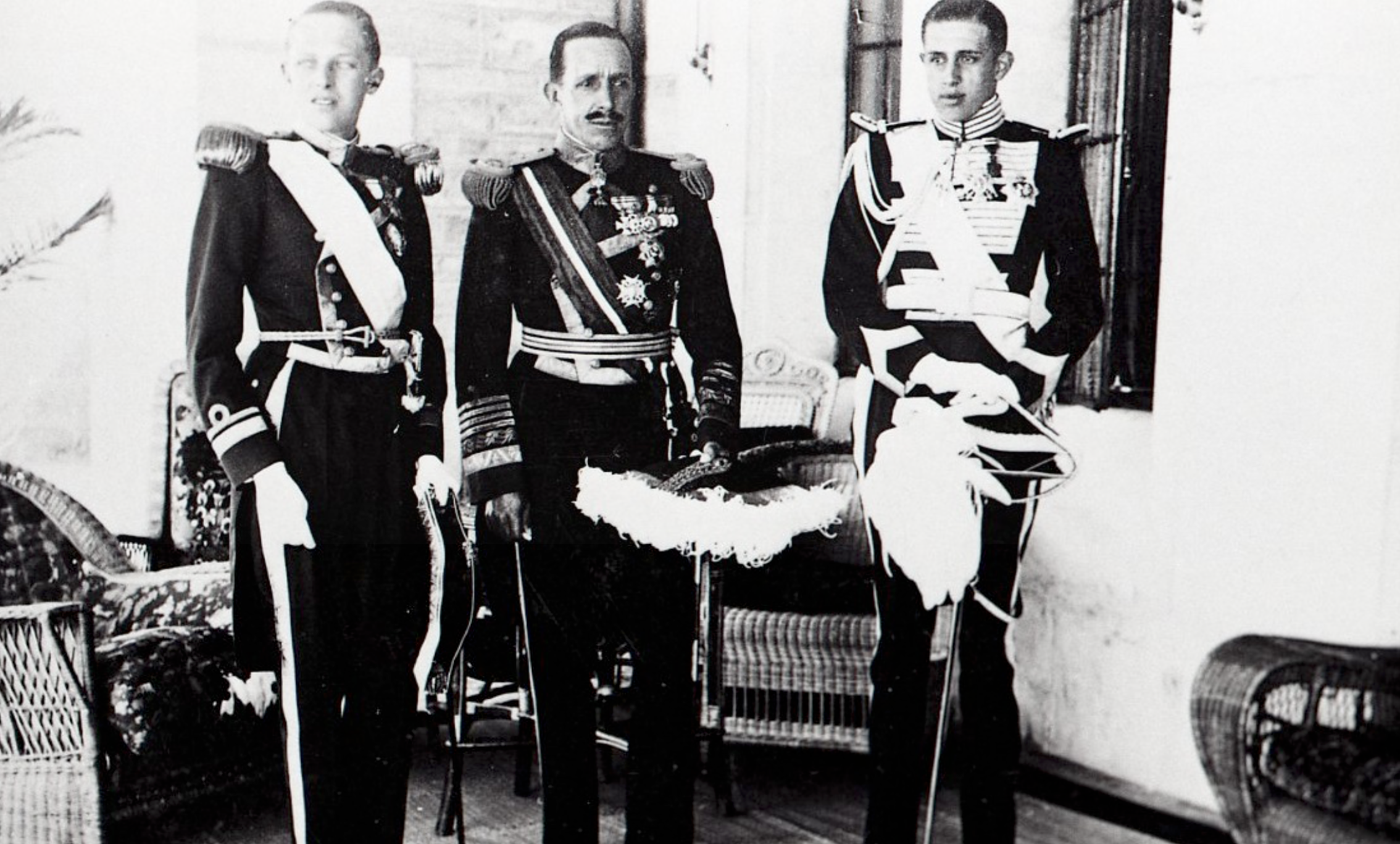
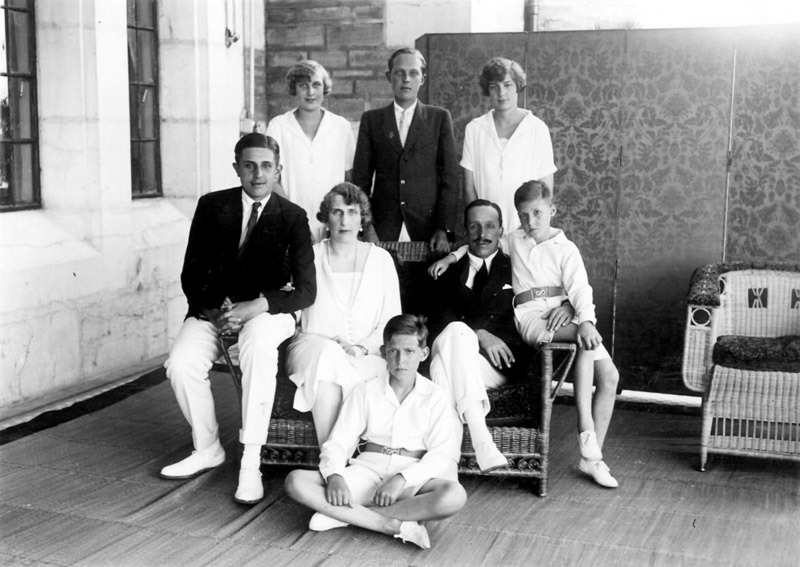